# Ulrike Sych

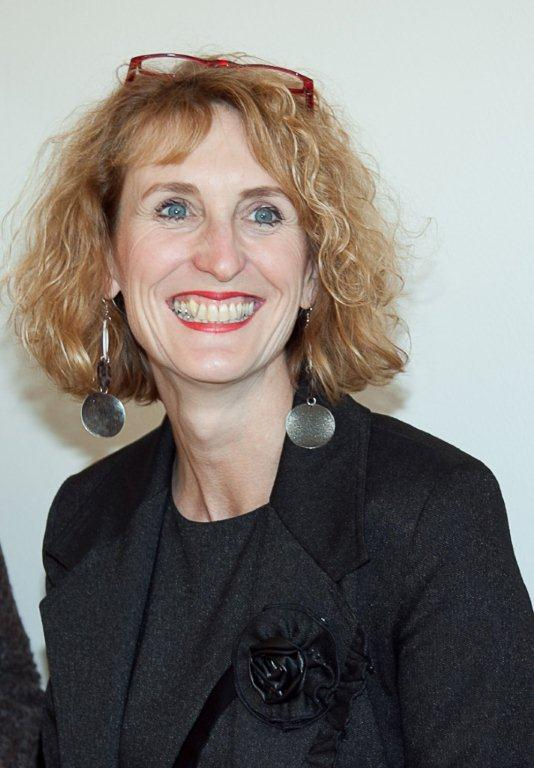
Ulrike Sych, 2013

Ulrike Sych (* 1962 in Salzburg) ist eine österreichische Sängerin und Gesangspädagogin sowie seit 2015 Rektorin der Universität für Musik und darstellende Kunst Wien (mdw).

## Ausbildung und Beruf
Nach ihrer Schulausbildung am Privatgymnasium für Mädchen der Ursulinen in Salzburg absolvierte Sych das Studium Musikpädagogik und Instrumentalpädagogik in den Hauptfächern Gesang und Klavier an der Hochschule für Musik und darstellende Kunst „Mozarteum“. Daneben studierte sie Latein an der Universität Salzburg.
Parallel zur Ablegung des Probedienstes 1985/86 am Bundesoberstufenrealgymnasium (BORG) Salzburg studierte sie Gesang bei Dan Pressley, Delaware, USA. 1986 übersiedelte sie in die USA und setzte ihr Gesangs- und Rollenstudium in New York City bei Carolina Segrera-Bolden und Lester James Ottinger fort.

## Künstlerische Tätigkeit
Sych ist lyrischer Sopran. Ihr Repertoire erstreckt sich von Oratorium und Kirchenmusik über Klassisches Lied und Oper/Operette zum Musical. Konzerte zeitgenössischer Musik singt sie u. a. in Zusammenarbeit mit dem Institut für Komposition der mdw. In ihrem Repertoire finden sich u. a. Werke von Erich Urbanner, Iván Eröd, Kurt Schwertsik, Dietmar Schermann, Perikles Liakakis, Bernd Richard Deutsch und Margareta Ferek.
Ihre Konzerttätigkeit führte sie nach Italien, Luxemburg, Deutschland, Schweiz, Griechenland, Türkei (Staatsoper Istanbul), Kasachstan (Staatsoper Almaty), USA (New York Fringe Festival), Tschechien, Japan und Skandinavien. Szenische Aufführungen von Schönbergs „Pierrot Lunaire“ sang sie in Wien, Prag und New York.
Mit der Absicht, Kinder spielerisch an zeitgenössische Musik heranzuführen, verfasste sie die Kinderbücher
- Der Bärenführer Peter Rumpumpel (darin arbeitete sie Lieder von Ivan Eröd, Walter Gieseking, Max Reger und Dietmar Schermann ein)
- Fridulinne und Cleofange (mit Musik von Dietmar Schermann)

## Lehre
Seit 1989 unterrichtet Sych an der Universität für Musik und darstellende Kunst Wien, von 2007 bis 2015 auch an der Anton Bruckner Privatuniversität Linz, wo sie das Institut für Stimme, Gesang und Musiktheater leitete. Sie ist Dozentin internationaler Meisterkurse, so an der Wake Forest University, in Aristoxenos (Griechenland), an der Universität Fukuoka und der Universität Tokio, in der Staatsoper Almaty (Kasachstan), den 'Austrian Master Classes’ und den 'Wiener Meisterkursen'.
Im April 2019 wurde sie in die Sonderkommission zur Klärung der Vorwürfe gegen die Ballettschule Wiener Staatsoper berufen, in der sie den Bereich Pädagogik verantwortet.

## Akademische Tätigkeit
Sych war von 2009 bis 2011 Vorsitzende des Arbeitskreises für Gleichbehandlungsfragen an der Universität für Musik und darstellende Kunst Wien und wurde 2011 Vizerektorin für Lehre und Frauenförderung. Zu den Aufgaben der Vizerektorin zählten die Evaluation der Lehrveranstaltungen sowie die Vergabe von Stipendien. Sie installierte die Plattform „gender mdw“. Infolge einer Doppelbesetzung ihres Ressorts trat Ulrike Sych im April 2015 als Vizerektorin zurück. Im Mai 2015 wurde sie auf Vorschlag des Senats vom Universitätsrat der mdw zur Rektorin für die Amtsperiode 2015–2019 gewählt.
Von März bis Mai 2020 leitete sie gemeinsam mit Maria Happel interimistisch das Max Reinhardt Seminar.
Im Jänner 2022 wurde sie vom Universitätsrat der mdw für eine dritte Amtsperiode als Rektorin bis zum 30. September 2027 wiederbestellt.

## Auszeichnungen
- 2022: Salzburgerin des Jahres
- 2023: Joseph-Haydn–Preis der Joseph-Haydn-Privathochschule[7]
- 2024: Tiroler Adler-Orden in Gold[8]